# Tory (Conservadores)
Um Tory[ˈtɔːri] é um indivíduo que apóia uma filosofia política conhecida como Toryism, baseada em uma versão britânica do conservadorismo tradicionalista que defende a ordem social estabelecida conforme ela evoluiu ao longo da história da Grã-Bretanha. O ethos dos tories foi resumido com a frase "God, King, and Country" ("Deus, Rei e País"). Os tories são monarquistas, historicamente pertencem a uma herança religiosa anglicana e se opõem ao liberalismo do Partido Whig.
A filosofia tem origem nos Cavaliers, uma facção realista que apoiou a Casa de Stuart durante as Guerras dos Três Reinos. Os Tories, um partido político britânico que surgiu no final do século XVII, foi uma reação aos Parlamentos controlados pelos Whigs que sucederam o Parlamento Cavalier. Como termo político, tory era um insulto derivado da língua irlandesa, que mais tarde entrou na política inglesa durante a Crise de Exclusão de 1678-1681.
Ela também possui expoentes em outras partes do antigo Império Britânico, como os legalistas (loyalists) da América Britânica, que se opuseram à secessão durante a Guerra da Independência Americana. Os legalistas que fugiram para as Canadas no final do conflito, conhecidos como Legalistas do Império Unido ("United Empire Loyalists"), formaram a base de apoio para grupos políticos no Canadá Superior e Inferior. O conservadorismo continua sendo proeminente na política do Canadá e do Reino Unido. O Partido Conservador (Reino Unido) e o Partido Conservador do Canadá, bem como seus apoiadores, continuam a ser chamados de tories. Os adeptos do Toryismo tradicional nos tempos atuais são chamados de high tories, e normalmente defendem as ideias de hierarquia, ordem natural e aristocracia.

## Etimologia
A palavra "tory" é originária de um termo irlandês que foi foneticamente anglicizado. Várias palavras irlandesas foram sugeridas como a raiz etimológica da palavra tory. A palavra irlandesa toruidhe ou toruighe, que significa "perseguir" ou "caçar", é colocada como a origem do termo. Entre os anos de 1500 e 1600, a palavra tory foi utilizada para se referir aos irlandeses que foram despojados de suas terras e se embrenharam na floresta, formando bandos que se alimentavam de animais selvagens e de mercadorias roubadas dos colonos. Depois que essas atividades foram suprimidas, o termo perdeu seu significado original entre os falantes de inglês e passou a ser usado para descrever "um papista fora da lei" ou um "ladrão conhecido por seus ultrajes e crueldade". O campesinato irlandês também usava o termo no século XIX para se referir a um fora da lei ou a um malfeitor. No entanto, como os partidos conservadores e antirrevolucionários posteriores assumiram o termo tory, também é proposto que a palavra tenha se originado da palavra irlandesa toir, que significa "dar", "conceder" ou toirbhearl, que significa "eficiência", "generosidade" ou "munificência".
Na década de 1640, o termo era usado na língua inglesa para os católicos irlandeses despossuídos. Também era usado para se referir aos rebeldes e guerrilheiros irlandeses isolados que resistiam à conquista da Irlanda por Oliver Cromwell (1649 a 1650), e que eram aliados dos Cavaliers por meio de um tratado com o Parlamento da Irlanda Confederada. Mais tarde, foi usado para se referir aos irlandeses católicos despossuídos em Úlster após a Restauração. Tory ainda foi usado para se referir a um rapparee (guerrilheiros irlandeses que atuaram no lado jacobita durante a Guerra Guilhermina da década de 1690 na Irlanda) e, mais tarde, aplicado aos confederados ou Cavaliers em armas.
O termo tory foi introduzido pela primeira vez na Inglaterra por Titus Oates, que usou o termo para descrever indivíduos da Irlanda enviados para assassiná-lo e a seus apoiadores. Oates continuou a se referir a seus oponentes como tories até sua morte. A palavra entrou na política inglesa durante a década de 1680, surgindo como um termo pejorativo para descrever os partidários de Jaime II da Inglaterra durante a Lei de Exclusão e seu direito hereditário de herdar o trono, apesar de sua religião católica. Depois disso, o termo tory começou a ser usado como um termo coloquial, juntamente com a palavra whig, para descrever as duas principais facções/partidos políticos na política britânica. Inicialmente, ambos os termos eram usados de forma pejorativa, embora mais tarde tenham se tornado termos aceitáveis para uso em discursos literários para descrever qualquer partido político. O sufixo "-ism" foi rapidamente adicionado a whig e tory para formar Whiggism e Toryism, significando os princípios e métodos de cada facção.
Durante a Revolução Americana, o termo tory foi usado de forma intercambiável com o termo lealistas para se referir aos colonos que permaneceram leais à Coroa durante esse conflito. O termo contrasta com o termo coloquial usado para descrever os partidários da revolução, patriotas.

## História política

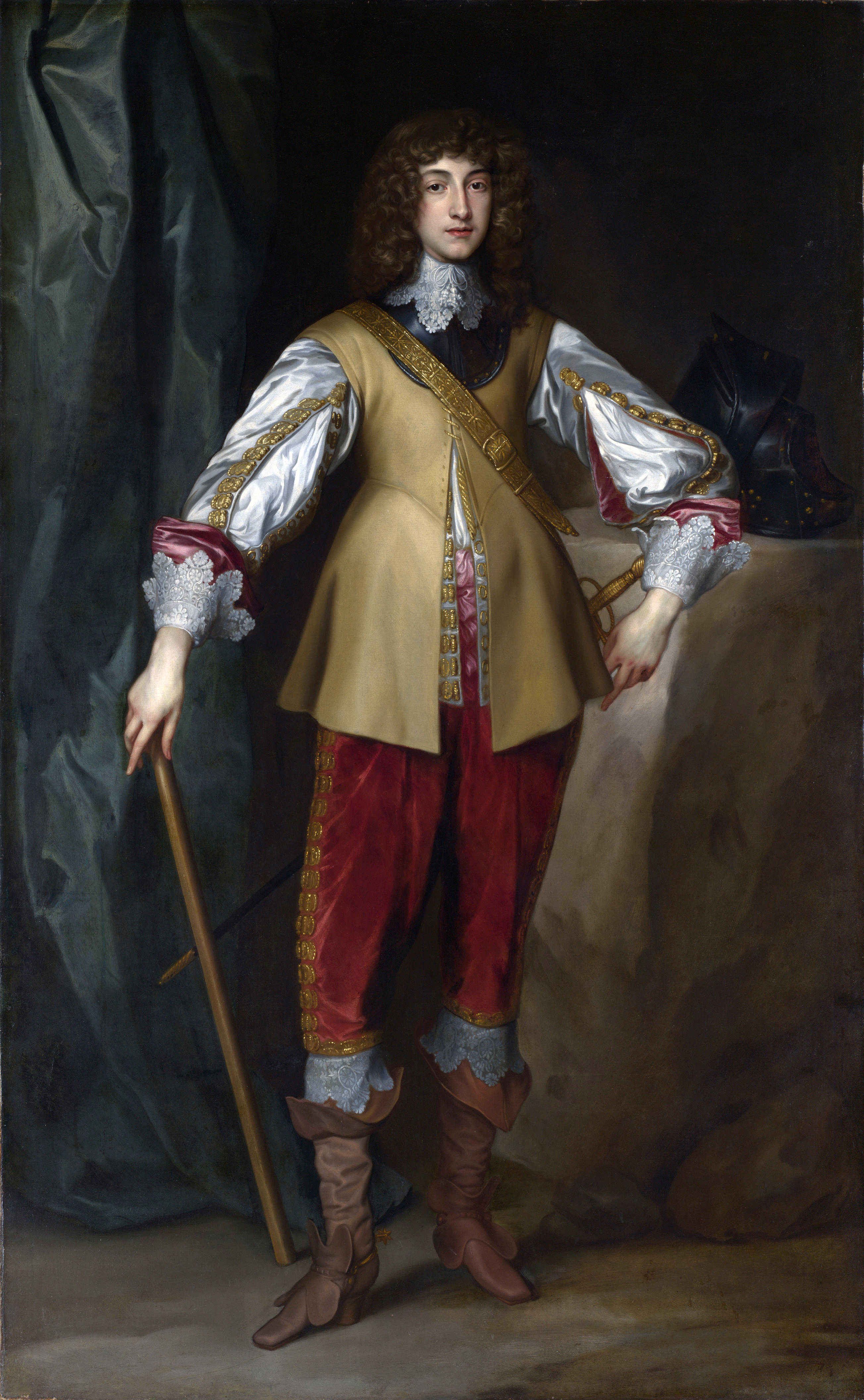
Os partidários da realeza, como os cavaliers, eram chamados de tories durante o período do Interregno e da Restauração na Grã-Bretanha.

No final do reinado de Carlos II (1660-1685), houve um debate sobre seu irmão, Jaime II Duque de York, ter permissão para subir ao trono devido ao seu catolicismo. Whigs, originalmente uma referência aos criadores de gado escoceses (estereotipadamente radicais e anticatólicos do Covenanters), era o termo abusivo direcionado àqueles que queriam excluir Jaime pelo fato de ele ser católico. Titus Oates aplicou o termo tory àqueles que não acreditavam em seu complô papista, e o nome gradualmente se estendeu a todos os que supostamente simpatizavam com o Duque de York católico.

### Reino Unido
A facção política Tory surgiu originalmente no Parlamento da Inglaterra para defender os direitos legítimos de Jaime II de suceder seu irmão Carlos II nos tronos dos três reinos. Jaime se tornou católico em uma época em que as instituições do Estado eram independentes da Igreja Católica - esse era um problema para a Lei de Exclusão que apoiava os patrícios, herdeiros políticos dos inconformistas Roundheads e Covenanters. Durante a Lei da Exclusão, a palavra tory foi adotada no Reino da Inglaterra como um apelido para os oponentes do projeto de lei, chamados de abhorrers. A palavra tory possuía conotações de "papista" e "fora da lei", derivadas de seu uso anterior na Irlanda.

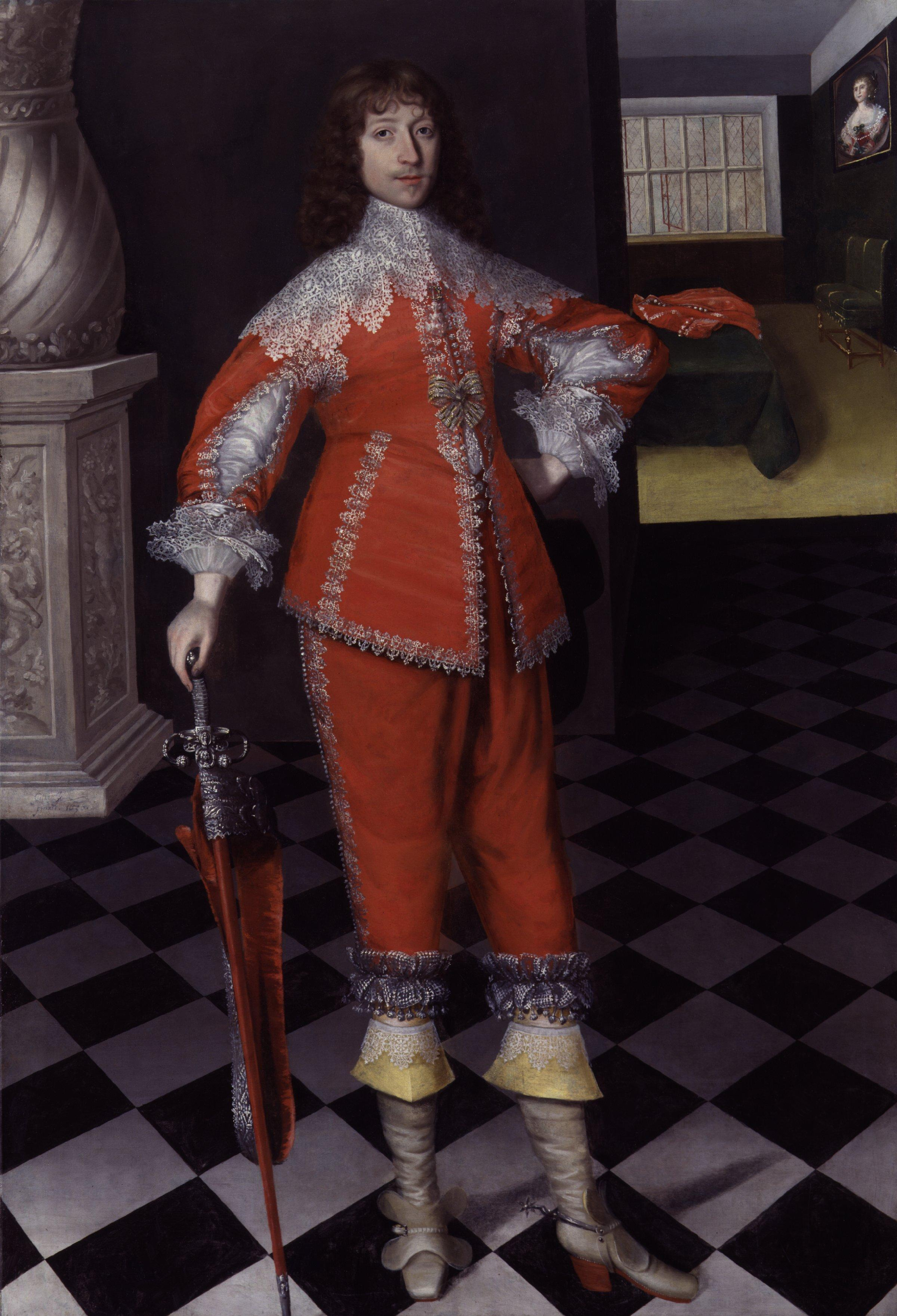
Lorde Belasyse foi o segundo conservador a liderar um ministério na Grã-Bretanha

Houve dois ministérios conservadores depois que Jaime II subiu ao trono: o primeiro liderado pelo Conde de Rochester e o segundo pelo Lorde Belasyse. Uma facção significativa participou da Revolução Gloriosa, o golpe de estado militar que depôs Jaime II com os whigs para defender a Igreja Anglicana e o protestantismo definitivo. Uma facção grande, mas cada vez menor, de conservadores continuou a apoiar Jaime no exílio e seus herdeiros Stuart ao trono, especialmente em 1714, após a Sucessão Hanoveriana de Jorge I, o primeiro monarca hanoveriano. Embora apenas uma minoria dos conservadores tenha aderido aos levantes jacobitas, esse fato foi usado pelos whigs para desacreditar os conservadores e colocá-los como traidores. Após o advento do sistema de primeiro-ministro sob o comando do whig Robert Walpole, o primeiro-ministro do 3º Conde de Bute no reinado de Jorge III marcou um reavivamento: sob as Corn Laws (1815-1846), a maioria dos conservadores apoiou o agrarismo protecionista, com tarifas impostas na época para aumentar os preços dos alimentos, a autossuficiência e o aumento dos salários no emprego rural.
Os conservadores ingleses, desde a época da Revolução Gloriosa até a Lei de Reforma de 1832, caracterizavam-se por fortes tendências monarquistas, apoio à Igreja Anglicana e hostilidade a reformas radicais, enquanto o partido conservador era uma organização de facto que detinha o poder intermitentemente durante o mesmo período. O conservadorismo começou a surgir no final do século XVIII, sintetizando políticas econômicas moderadas dos whigs e muitos valores sociais dos conservadores para criar uma nova filosofia política e uma facção em oposição à Revolução Francesa. Edmund Burke e William Pitt, o Novo, abriram caminho para isso. O intervencionismo e as forças armadas fortes se tornaram uma marca registrada do conservadorismo nos primeiros-ministros subsequentes. A palavra conservative ("conservador") começou a ser usada no lugar de tory durante a década de 1830, quando os seguidores de Robert Peel começaram a reinterpretar elementos da tradição tory sob uma bandeira de apoio à reforma social e ao livre comércio. O partido acabou sendo sucedido pelo Conservative and Unionist Party (Partido Conservador e Unionista), e o termo tory acabou se tornando uma expressão intercambiável com conservative.

### Canadá
O termo tory foi usado pela primeira vez para designar as classes dominantes britânicas pré-Confederação do Canadá Superior e do Canadá Inferior, conhecidas como Family Compact e Château Clique, uma elite dentro das classes dominantes e, muitas vezes, membros de uma seção da sociedade conhecida como United Empire Loyalists. Os lealistas (loyalists) do United Empire eram norte-americanos das Treze Colônias que se estabeleceram em outros lugares da América do Norte Britânica durante ou após a Guerra de Independência dos Estados Unidos.
No Canadá pós-Confederação, os termos red tory (tory vermelho) e blue tory (tory azul) são usados há muito tempo para descrever as duas alas dos partidos Conservador e, anteriormente, Partido Progressista Conservador do Canadá. As tensões diádicas surgiram originalmente da união política de 1854 entre os tories britânico-canadenses, os tradicionalistas franco-canadenses e as seções monarquistas e lealistas das classes comerciais emergentes da época - muitos dos quais não se sentiam à vontade com as tendências pró-americanas e anexacionistas dos liberais clear grits. A força e a proeminência dos conservadores na cultura política eram uma característica da vida na Nova Escócia, Novo Brunswick, Ilha do Príncipe Edward , Ontário e Manitoba.
Na década de 1930, as facções do Toryismo canadense estavam associadas às elites empresariais urbanas ou aos tradicionalistas rurais do interior do país. Um red tory é um membro da ala mais moderada do partido (à maneira de John Farthing e George Grant). De forma geral, eles são unificados por sua adesão às tradições britânicas no Canadá.
Ao longo da história canadense, o Partido Conservador foi geralmente controlado por elementos tory MacDonaldianos, o que no Canadá significava uma adesão às tradições anglo-canadenses de Monarquia, ao Commonwealth, governo parlamentar, nacionalismo, protecionismo, reforma social e, por fim, aceitação da necessidade do estado de bem-estar social.

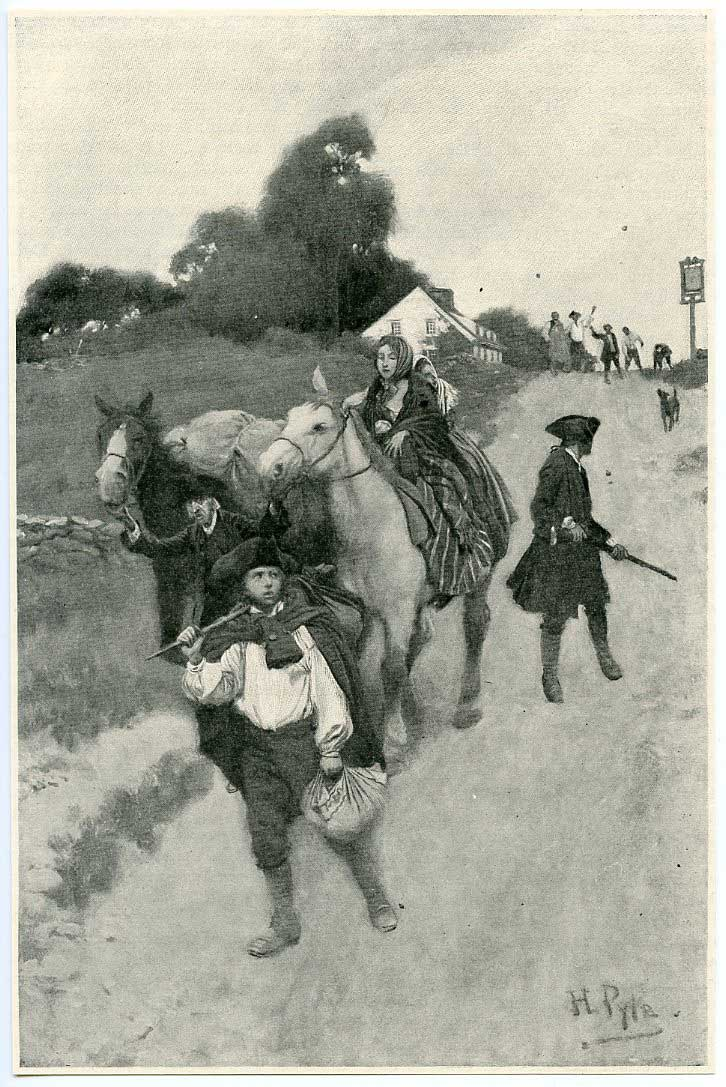
Refugiados legalistas a caminho das Canadas (junção de Canadá Superior e Inferior) durante a Guerra de Independência dos Estados Unidos. Ilustração de 1901 de Howard Pyle. Os legalistas ajudaram a estabelecer a base de apoio para grupos políticos nas Canadas, conhecida localmente como tories.

Na década de 1970, o Partido Progressista Conservador era um partido de consenso keynesiano. Com o início da estagflação na década de 1970, alguns conservadores canadenses ficaram sob a influência dos desenvolvimentos neoliberais no Reino Unido e nos Estados Unidos, que ressaltaram as políticas de privatização e intervenções no lado da oferta. No Canadá, esses conservadores foram rotulados de neoconservadores, o que possui uma conotação diferente nos Estados Unidos. No início da década de 1980, não havia nenhum neoconservador claro no quadro de liderança dos conservadores, mas Brian Mulroney (que se tornou líder em 1983) acabou adotando muitas políticas dos governos de Margaret Thatcher e Ronald Reagan.
À medida que Mulroney levava o Partido Progressista Conservador mais adiante nessa direção, com iniciativas políticas nas áreas de desregulamentação, privatização, livre comércio e um imposto sobre o consumo chamado de imposto sobre bens e serviços (GST), muitos conservadores de mentalidade tradicional passaram a se preocupar com o fato de que estava ocorrendo um cisma político e cultural dentro do partido.
A criação do Partido Reformista do Canadá em 1986 atraiu alguns dos neoliberais e conservadores sociais do Partido Conservador e, como algumas das políticas neoconservadoras do governo Mulroney se mostraram impopulares, alguns dos elementos dos direitos provinciais também se voltaram para a Reforma. Em 1993, Mulroney renunciou em vez de disputar uma eleição com base em seu histórico após quase nove anos no poder. Isso deixou os progressistas conservadores em desordem e lutando para entender como tornar o conservadorismo relevante em províncias como Quebec, Saskatchewan, Alberta e Colúmbia Britânica, que nunca tiveram uma forte tradição e cultura política conservadora.

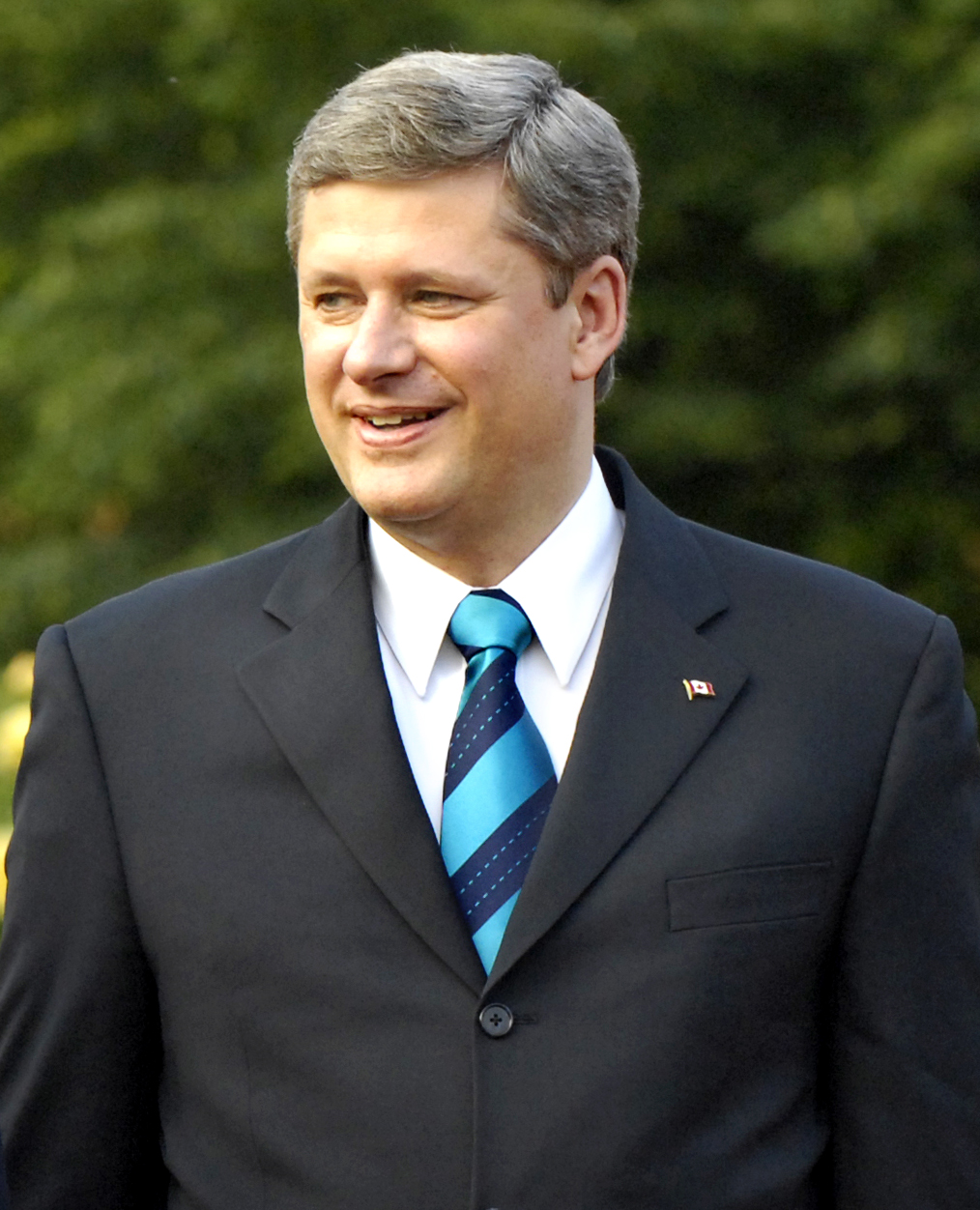
Stephen Harper, 22º Primeiro-Ministro do Canadá e ex-líder do Partido Conservador do Canadá. O partido é coloquialmente chamado de tories no Canadá.

Na década de 1990, os progressistas conservadores eram um partido pequeno na Câmara dos Comuns do Canadá e só podiam exercer pressão legislativa sobre o governo por meio de seu poder no Senado do Canadá. Por fim, devido a mortes e aposentadorias, esse poder diminuiu. Joe Clark retornou como líder, mas a cisão com os reformistas efetivamente diluiu o voto combinado dos tories red e blue no Canadá.
No final da década de 1990, falava-se da necessidade de unir a direita no Canadá para impedir novas maiorias do Partido Liberal. Muitos tories, tanto red quanto blue, se opuseram a essas medidas, enquanto outros consideraram que todos teriam de ser pragmáticos se quisessem alguma esperança de reviver um sistema partidário forte. O partido Aliança Canadense (Canadian Alliance) - o que o Partido Reformista se tornou - e alguns conservadores importantes se reuniram informalmente para ver se conseguiriam chegar a um consenso. Embora o líder do Partido Conservador Progressista, Joe Clark, tenha rejeitado a ideia, as conversações prosseguiram e, por fim, em dezembro de 2003, a Aliança Canadense e os partidos Progressistas Conservadores votaram pela união em um novo partido chamado Partido Conservador do Canadá.
Após a fusão dos Progressistas Conservadores com a Aliança Canadense em 2003, houve um debate se a denominação tory deveria existir a nível federal. Os comentaristas especularam que alguns membros da Aliança ficariam ofendidos com o termo. No entanto, ele foi oficialmente adotado pelo partido resultante da fusão durante a convenção de liderança de 2004. Stephen Harper, ex-líder do Partido Conservador do Canadá e Primeiro-Ministro de 2006 a 2015, refere-se regularmente a si mesmo como um tory e diz que o novo partido é uma evolução natural do movimento político conservador. Entretanto, alguns red tories dissidentes eram contra a fusão e formaram o rival Partido Progressista Canadense (Progressive Canadian Party).

### Estados Unidos

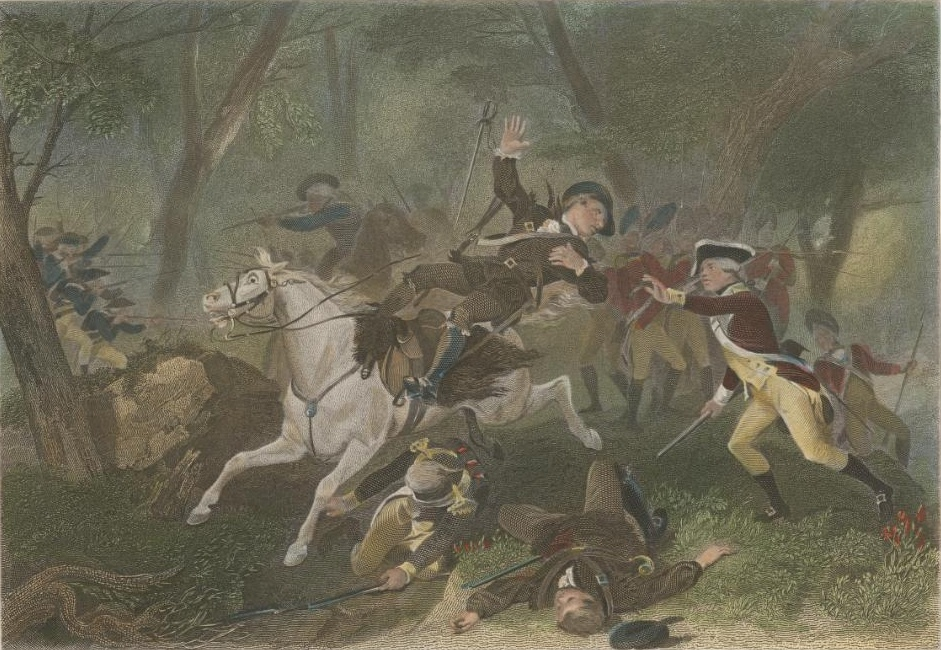
Representação da morte do major britânico Patrick Ferguson, durante a Guerra Revolucionária Americana. Ele foi baleado enquanto comandava a milícia e os soldados leais na Batalha de Kings Mountain.

O termo lealista (loyalist) foi usado na Revolução Americana para aqueles que permaneceram leais à Coroa Britânica. Cerca de 80% dos legalistas permaneceram nos Estados Unidos após a guerra. Os cerca de 60.000 legalistas que se estabeleceram na Nova Escócia, em Quebec, nas Bahamas ou retornaram à Grã-Bretanha após a Guerra da Independência Americana são conhecidos como legalistas do Império Unido.
Em 12 de fevereiro de 1798, Thomas Jefferson (do Partido Democrata-Republicano) descreveu o Partido Federalista conservador como "[uma] seita política [...] que acredita que o executivo é o ramo de nosso governo que mais precisa de apoio, [que] são chamados de federalistas, às vezes aristocratas ou monocratas, e às vezes conservadores, em homenagem à seita correspondente no governo inglês com exatamente a mesma definição". Entretanto, essa foi uma descrição feita pelos adversários dos federalistas, entre os quais estava Jefferson, e não um nome usado pelos próprios federalistas. O Partido Federalista foi dissolvido em 1835 sem nenhum partido sucessor.
Mais tarde, o Partido Democrático-Republicano se dividiu em diferentes partidos, sendo as duas dissidências o Partido Nacional Republicano (Estados Unidos) e o Partido Whig. O restante do partido se tornaria o Partido Democrata. O Partido Republicano Nacional se fundiria com o Partido Whig, dando origem ao que seria chamado de Sistema do Segundo Partido. Antes da Guerra Civil Americana, dois grandes partidos dominavam o cenário político: o Partido Democrata e o Partido Whig.
O Partido Whig foi dissolvido em 1856, mas antes desse ano a maioria dos Whigs do norte acabou se unindo ao Partido Republicano antiescravagista e a maioria dos Whigs do sul se uniu ao Partido Americano nativista (dissolvido em 1860). Após a guerra, o então conservador Partido Democrata e o então liberal Partido Republicano tornaram-se os dois principais partidos políticos do país. Durante o século XX, os dois partidos passaram por uma mudança ideológica: o moderno Partido Republicano tornou-se um partido conservador, enquanto o moderno Partido Democrata, por outro lado, tornou-se um partido liberal.

#### Revolução do Texas
No Texas, entre 1832 e 1836, o apoio à Revolução do Texas não era unânime. Os tories eram homens que apoiavam o governo mexicano. Em geral, os tories eram proprietários de longo prazo cujas raízes estavam fora do sul. Tinham pouco interesse em política e buscavam a conciliação em vez da guerra. Os conservadores queriam preservar os ganhos econômicos, políticos e sociais de que desfrutavam como cidadãos do México, e a revolução ameaçava colocar em risco esses ganhos.

## Uso atual
Tory se tornou uma abreviação para um membro do Partido Conservador ou para o partido em geral no Canadá e no Reino Unido, e pode ser usado de forma intercambiável com a palavra conservative (conservador).

### América do Norte
Nos Estados Unidos, tory é frequentemente usado como um termo histórico para descrever os partidários da Grã-Bretanha durante a Revolução Americana. Entretanto, na linguagem canadense, os partidários britânicos durante a revolução são chamados de loyalists (lealistas), sendo o termo tory usado como um termo político contemporâneo.
No Canadá, um tory se refere a um membro do Partido Conservador do Canadá, enquanto o partido como um todo é coloquialmente chamado de tories. Além do partido federal, o termo tem sido usado no Canadá para se referir a membros de partidos conservadores/progressistas provinciais, ou ao partido como um todo. Também é usado para se referir aos partidos predecessores do Partido Conservador, incluindo o Partido Progressista Conservador do Canadá. O termo é usado em contraste com grits, outro coloquialismo para o Partido Liberal do Canadá. LGBTory é um grupo de defesa dos apoiadores LGBT do Partido Conservador do Canadá e dos partidos conservadores provinciais.
No Canadá, os termos blue tory e red tory foram usados para descrever as duas facções diferentes dos partidos conservadores federais e provinciais. O termo purple tory ("tory roxo") também foi usado pelo ex-líder do Partido Progressista Conservador de Ontário, Tim Hudak, para descrever a si mesmo. Hudak usou o termo purple tory em um esforço para evitar uma posição ideológica forte e para oferecer uma posição conciliatória entre os conservadores vermelhos e os conservadores azuis. Além disso, o termo pink tory ("tory rosa") é usado na política canadense como um termo pejorativo para descrever um membro do partido conservador que é visto como liberal.

### Reino Unido

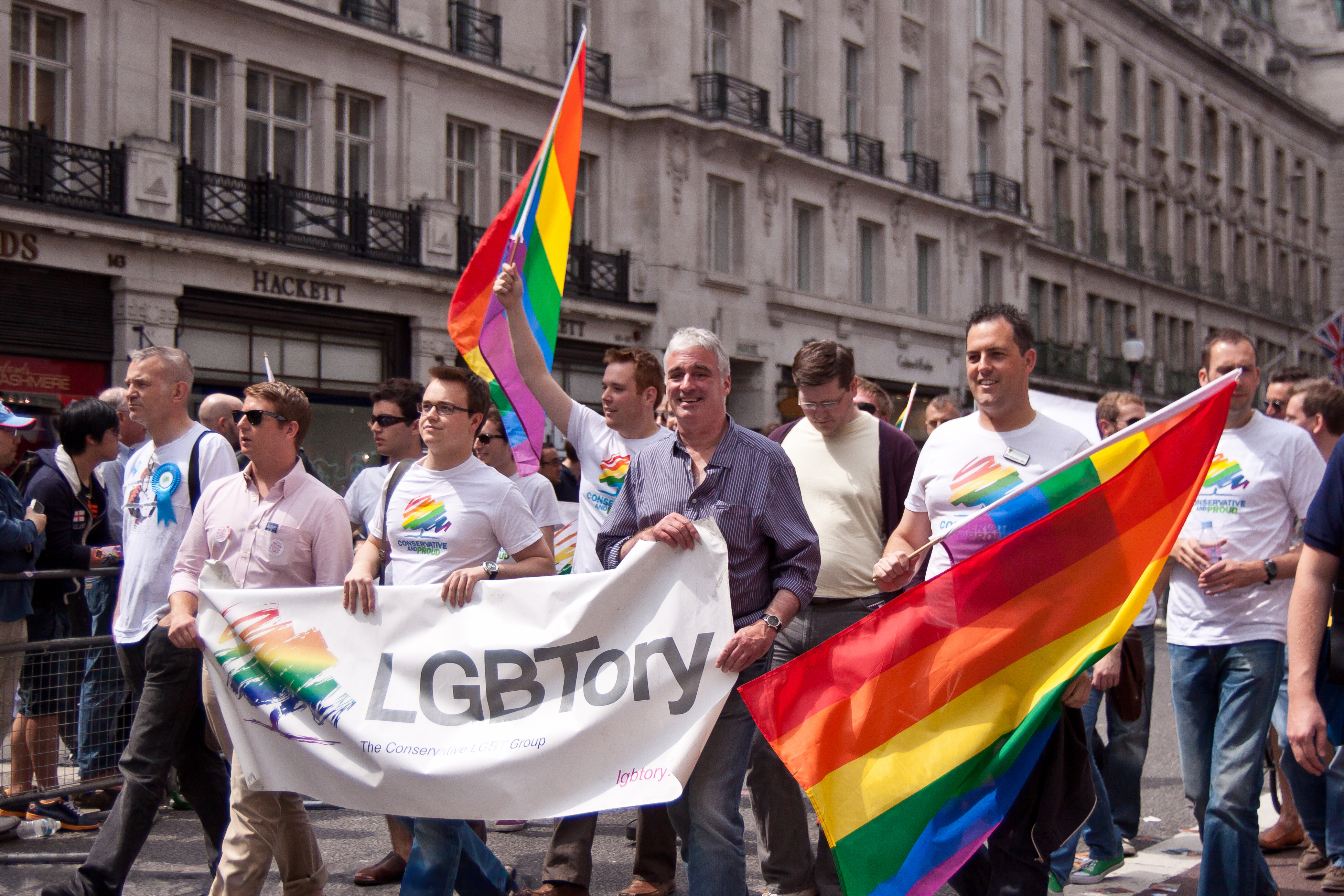
Membros do LGBT+ Conservatives com uma faixa onde se lê LGBTory. O grupo é a ala LGBT do Partido Conservador do Reino Unido.

No Reino Unido, o Partido Conservador e Unionista costuma ser chamado coloquialmente de Tory, tanto por eles mesmos quanto por seus oponentes e também na mídia. Os membros e eleitores do partido também costumam ser chamados de tories. Na Escócia, o termo tory é usado para descrever membros e apoiadores dos conservadores escoceses ou para acusar outros partidos de não se oporem suficientemente a esse partido. Por exemplo, os membros e apoiadores do Partido Trabalhista Escocês (especialmente os da facção Blairista) podem ser chamados de red tories por membros tradicionais do Partido Trabalhista e defensores de uma Escócia independente. Da mesma forma, os partidários do Partido Trabalhista se referiram aos membros e partidários do Partido Nacional Escocês como sendo tartan tories.
O guia de estilo da British Broadcasting Corporation permite o uso do termo tory, embora exija que o termo conservative seja usado em sua primeira instância.

### Austrália
Na Austrália, tory é ocasionalmente usado como termo pejorativo por membros do Partido Trabalhista Australiano para se referir a membros conservadores dos partidos Liberal e Nacional da Austrália (que estão em uma coalizão de longa data). O termo não é usado com a mesma frequência que no Reino Unido e no Canadá, e é raro - embora não inédito - que membros desses partidos se autodenominem tories. O presidente da Suprema Corte, Garfield Barwick, intitulou seu livro de memórias A Radical Tory. Uma facção moderada dos Verdes Australianos foi pejorativamente apelidada de tree tories ("tories das árvores") pela facção da esquerda radical.